# 贝德日赫·舒普奇克
贝德日赫·舒普奇克（捷克語：Bedřich Šupčík，1898年10月22日—1957年7月11日），捷克斯洛伐克男子竞技体操运动员。他曾获得1924年夏季奥运会体操比赛男子爬绳金牌、个人全能银牌和1928年男子团体全能铜牌。